# 일본 3대 정원

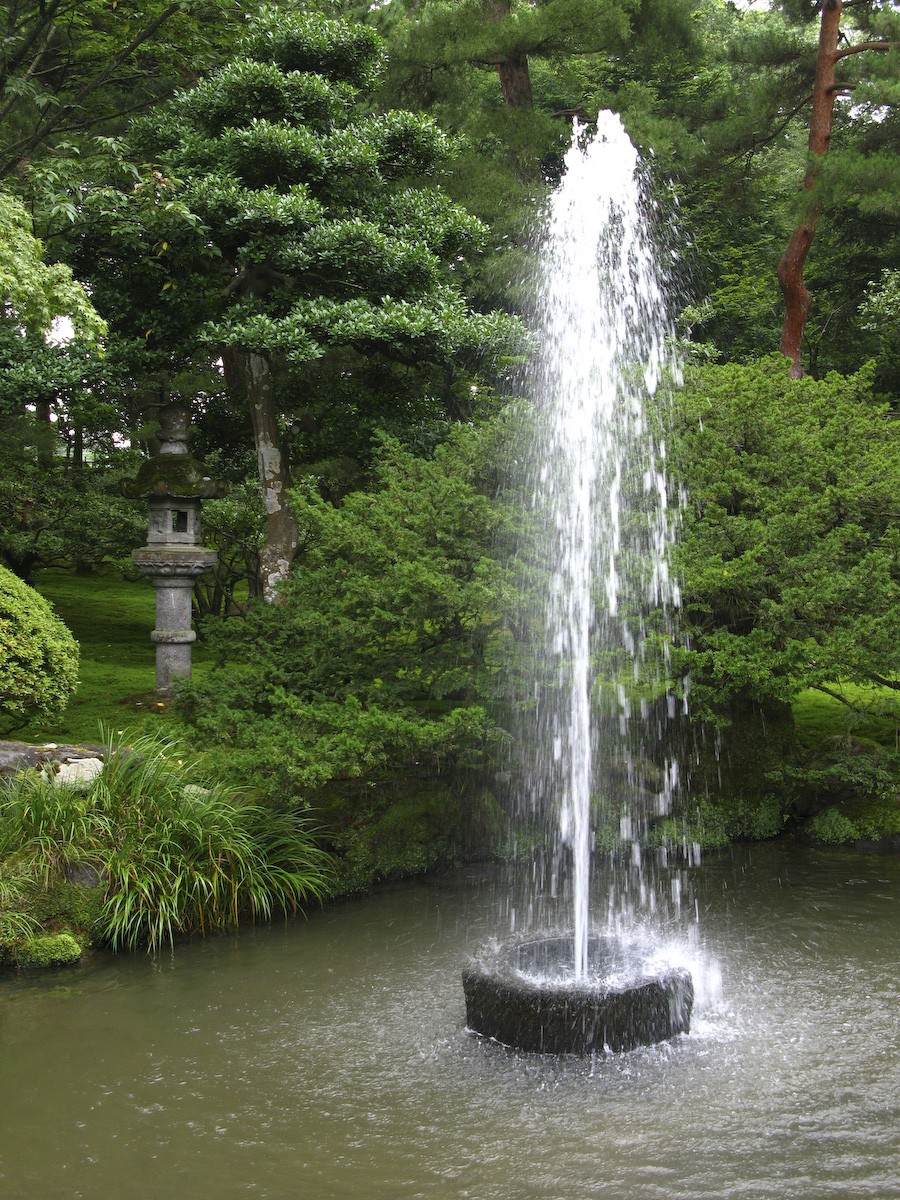
겐로쿠엔의 분수

일본 3대 정원(일본어: 日本三名園 니혼산메이엔[*])이란 뛰어난 경승지인 세 개의 일본 정원, 가나자와시의 겐로쿠엔, 오카야마시의 고라쿠엔, 미토시의 가이라쿠엔의 총칭이다.
세 정원 모두 에도 시대의 다이묘 정원이며 그러므로 모두 전략적인 성격도 가지고 있었다고 여겨진다. "일본 3대 정원" 또는 "일본 삼명원"이라는 말이 언제쯤부터 사용되기 시작했는지는 불분명하지만 적어도 일반에 개방된 메이지 시대 이후라고 생각할 수 있다. 문헌상에서는 1904년에 외국인 전용으로 발행된 사진집에 이 말이 사용되고 있으므로 이것 이전인 것은 틀림없다고 말할 수 있다.

## 같이 보기
- 일본 삼경